# Adele Stolte
Pour l’article homonyme, voir Christian Stolte.
Adele Stolte (née le 12 octobre 1932 à Sperenberg et morte le 26 septembre 2020 à Potsdam) est une soprano allemande.